# Angel Clare
Angel Clare je debutové studiové album amerického zpěváka Arta Garfunkela. Jeho nahrávání probíhalo v newyorské Grace Cathedral a vyšlo v září 1973 u vydavatelství Columbia Records. V žebříčku Billboard 200 se umístilo na sedmém místě a v UK Albums Chart na čtrnáctém. V Británii (BPI) se deska stala stříbrnou, v USA (RIAA) a Kanadě (Music Canada) pak zlatou.

## Seznam skladeb
| Strana 1 (LP) | Strana 1 (LP)                                                          | Strana 1 (LP)                                       | Strana 1 (LP) |
| Pořadí        | Název                                                                  | Autor                                               | Délka         |
| ------------- | ---------------------------------------------------------------------- | --------------------------------------------------- | ------------- |
| 1.            | Traveling Boy                                                          | Paul Williams, Roger Nichols                        | 4:55          |
| 2.            | Down in the Willow Garden                                              | Charlie Monroe                                      | 3:54          |
| 3.            | I Shall Sing                                                           | Van Morrison                                        | 3:30          |
| 4.            | Old Man                                                                | Randy Newman                                        | 3:20          |
| 5.            | Feuilles-Oh“ / „Do Space Men Pass Dead Souls on Their Way to the Moon? | traditional / Johann Sebastian Bach, Linda Grossman | 3:07          |

| Strana 2 (LP) | Strana 2 (LP)          | Strana 2 (LP)                                   | Strana 2 (LP) |
| Pořadí        | Název                  | Autor                                           | Délka         |
| ------------- | ---------------------- | ----------------------------------------------- | ------------- |
| 1.            | All I Know             | Jimmy Webb                                      | 3:43          |
| 2.            | Mary Was an Only Child | Jorge Milchberg, Albert Hammond, Mike Hazlewood | 3:26          |
| 3.            | Woyaya                 | Sol Amarfio, Osibisa                            | 3:15          |
| 4.            | Barbara Allen          | traditional                                     | 5:22          |
| 5.            | Another Lullaby        | Jimmy Webb                                      | 3:29          |

## Obsazení
- Art Garfunkel – zpěv
- JJ Cale – kytara
- Jerry Garcia – kytara
- Paul Simon – kytara, zpěv
- Jules Broussard – saxofon
- Larry Carlton – kytara
- Peter Matz – smyčce
- Fred Carter, Jr. – kytara
- Louie Shelton – kytara
- Jim Gordon – bicí
- Hal Blaine – bicí
- Stuart Canin – housle
- Ernie Freeman – smyčce
- Mark Friedman – zobcová flétna
- Jimmie Haskell – smyčce
- Milt Holland – perkuse
- Larry Knechtel – klávesy
- Jorge Milchberg – perkuse, charango
- Dorothy Morrison – zpěv
- Michael Omartian – klávesy
- Joe Osborn – baskytara
- Dean Parks – kytara
- Carl Radle – baskytara
- Jack Schroer – saxofon
- St Mary's Choir – zpěv
- Sally Stevens – zpěv
- Tommy Tedesco – buzuki, mandolína
- Jackie Ward Singers – zpěv